# ووادیسواو یکم
ووادیسواو یکم ووکیتک (به معنی آرنج بالا) یا لادیسلاو کوتاه (حدود ۱۲۶۰-۲ مارس ۱۳۳۳) از سال ۱۳۲۰ تا ۱۳۳۳ میلادی شاه لهستان و پیش از آن، دوک چند استان و شاهزاده‌نشین بود. او عضو دودمان سلطنتی پیاست بود. پدرش کاژیمیش یکم کویاوسکی و جدش کاژیمیش دوم بود.
ووادیسواو یکم بخش کوچکی از قلمرو پدرش را به ارث برد؛ ولی با مرگ برخی برادرانش در جوانی، سرزمین او گسترش یافت. تلاش او در سال ۱۲۸۹ برای تصرف دوک‌نشین کراکوف ناموفق بود. پس از مدتی تبعید در زمان حکومت واتسلاو دوم، چند دوک‌نشین را پس گرفت و سپس در سال ۱۳۰۶ پس از مرگ واتسلاو سوم، کراکوف را تصرف کرد. پس از مرگ متحدش پرمیسل دوم، موقتاً بر بخشی از لهستان بزرگ سلطه یافت، آن را از دست داد و سپس دوباره تصرف کرد.
ووادیسواو هم یک رهبر نظامی ماهر و هم یک مدیر بود. او گدانسک پومرانی را فتح کرد و آن را به حاکمان خانوادگی واگذار کرد. برای دفاع از این سرزمین، توجهش به شهسواران توتونی جلب شد که به عنوان معوض، پولی گزاف یا همان سرزمین را طلب کردند. این خواسته منجر به گسترش نبرد با شهسواران شد. ووادیسواو در سال ۱۳۳۳ درگذشت و پسرش کاژیمیش سوم جانشین او شد.  

## زندگی

### زمینه
در سال ۱۱۳۸ پادشاهی لهستان که زیر فرمان دودمان پیاست در حال قدرت گرفتن بود، با مانعی روبرو شد که توسعه‌اش را برای دو سده متوقف کرد. لهستان به فرمان بولسواف سوم به پنج بخش شامل سیلزی، مازوویا، لهستان بزرگ، ساندومیژ و استان ارشد تقسیم شد. استان ارشد در ابتدا شامل کراکوف، غرب لهستان کوچک، شرق لهستان بزرگ، غرب کویاوی، ونچتسا و شراتس بود. بولسواف برای جلوگیری از درگیری چهار پسرش، به هرکدام یک منطقه را داد و استان ارشد به بزرگترین پسر رسید. هدف از این کار، جلوگیری از تجزیهٔ پادشاهی بود؛ ولی در نهایت منجر به درگیری و ناآرامی مداوم در مدت حدود دو سده شد. ووادیسواف توانست بیشتر این سرزمین‌ها را در پادشاهی لهستان متحد کند.
ووادیسواف یکم بزرگترین فرزند کاژیمیش یکم از همسر سومش اوفروسینا بود و پس از دو برادر ناتنی بزرگترش از ازدواج کاژیمیش با همسر دومش، یعنی لشک دوم و زیمومیسو در نوبت سوم جانشینی برای مقام دوک کویاوی بود. ووادیسواف در منابع تاریخی هم‌عصر با لقب ووکیتک (به معنی آرنج و نیز یکای اندازه‌گیری قرون وسطایی) شناخته می‌شد. سرچشمهٔ این لقب مشخص نیست و نخستین اشاره به آن در سالنامه‌ای از سدهٔ پانزدهم دیده می‌شود که احتمال ارتباط لقب با قد کوتاه او را مطرح کرده‌است. در سال ۲۰۱۹ گروهی از باستان‌شناسان مقبرهٔ ووادیسواف را گشودند و طبق اندازه‌گیری آنها، قد پادشاه ۱۵۲ تا ۱۵۵ سانتی‌متر بود که کمتر از میانگین قد مردان اروپای قرون وسطی است.

### شاهزادهٔ کویاوی (۱۲۶۷–۱۲۸۸)
هنگامی که ووادیسواف هفت‌ساله بود، پدرش درگذشت. لشک دوم ونچتسا را به ارث برد و اینوروتسواف به زیمومیسو رسید. اوفروسینا برای نیابت پسرانش، ووادیسواف، کاژیمیش دوم و زیموویت، بژشچ کویافسکی و دوبژن را برگزید. وودایسواف به نزد بولسواف پنجم در کراکوف فرستاده شد. پس از مرگ بولسلاف در سال ۱۲۷۹، لشک دوم به حکومت کراکوف رسید و ووادیسواف و برادرانش او را به زعامت خود پذیرفتند. از آن پس، ووادیسواف همواره متحد برادر ناتنی خود بود.